# うつのみや理
うつのみや 理（うつのみや さとる、1959年4月17日 - ）は、日本の男性アニメーター、キャラクターデザイナー、アニメ演出家。愛媛県松山市出身。
テレコム・アニメーションフィルム→エイトバイテン→マッドハウス→スタジオジュニオを経てフリー。大阪府立西野田工科高等学校デザイン科卒業。別名義は、宇都宮智、うつのみやさとる。

## 人物
子供のときから絵を描くのが好きで、『白蛇伝』など東映動画の初期の長編アニメをテレビで見た影響でアニメ好きでもあったという。高校生のときにはアニメ研究会に所属し、少林寺拳法にも打ち込んでいたという。
高校卒業後、1982年にテレコム・アニメーションフィルムに見学しに行き、大塚康生に絵を見てもらい入社する。テレビスペシャル『四谷怪談』で初めて動画を担当し、テレビアニメ『名探偵ホームズ』などの仕事をするが、制作上の制約に不満を持って退社。
テレコムを退社後、先輩からの紹介により作画スタジオ「エイトバイテン」に入社。北島信幸の指導の下で原画を描き始める。初めて原画を担当したテレビアニメ『子鹿物語』ではキャラクターを動かす面白さを再認識する。その後、マッドハウスに行き『SF新世紀レンズマン』、『カムイの剣』に参加。川尻善昭、梅津泰臣、森本晃司らの仕事に触れ刺激を受ける。
以後スタジオジュニオを経てフリーとなり、大友克洋監督のアニメーション映画『AKIRA』、OVA『真魔神伝バトルロイヤルハイスクール』のカンフーシーンなどの仕事で業界内部の注目を浴び、押井守監督の下で初めてレイアウトとキャラクターデザインを手がけたOVA『御先祖様万々歳!』にて、通称「御先祖様ショック」と呼ばれるほど、大平晋也、橋本晋治、西尾鉄也、田中達之などの多くの後続のアニメーターに多大な影響を与えた。1990年代以後の作画シーンを牽引する。
また、演出家としても活躍しており、OVA『THE八犬伝［新章］』第3話、テレビアニメ『妄想代理人』第8話、『創聖のアクエリオン』第19話などを手がけた。近年はCGの可能性を評価している。
作画では、キャラクターの表情や仕草に実写の要素（無意識の動き）を取り入れたり、手をやや大きく描いて大胆に芝居させるなどが見られる。主に、枚数を使うフルアニメーションで力を発揮する。
アニメーターのなかむらたかしに影響を受けており、かつて名前の表記が平仮名で「うつのみやさとる」だったのも同じ理由である。
押井守は「彼の個性・力を使いこなす演出家になる人は並大抵の実力では務まらない」と評している。

## 参加作品

### テレビアニメ
- 子鹿物語（1983年）原画（初原画作品）
- GALACTIC PATROL レンズマン（1984年）原画
- 名探偵ホームズ（1984年）動画
- ルパン三世 PARTIII（1985年）#48原画
- どうぶつ80日間世界一周（1987年〈日本公開〉）#8話・13原画
- 剛Q超児イッキマン（1984年）原画
- 魔神英雄伝ワタル（1988年）原画
- 幽☆遊☆白書（1992年）原画
- ヤダモン（1992年）原画
- GAD GUARD（2003年）#10原画
- 妄想代理人（2004年）絵コンテ、演出、作画監督、原画[2]
- 鋼の錬金術師（2004年）第3期オープニング原画、#47原画
- BECK（2005年）#22原画
- 創聖のアクエリオン（2005年）オープニング原画、#2・25原画、#19世界設定、演出、作画監督、原画[2]
- 交響詩篇エウレカセブン（2005年）第3期オープニング演出、作画監督、原画
- ノエイン もうひとりの君へ（2005年）原画
- ケモノヅメ（2006年）#3原画（アバンタイトル）
- ブレイド（2011年）#7・#9・#12原画
- キングダム（2012年）3DCG
- Z/X IGNITION（2014年）原画
- ウィザード・バリスターズ 弁魔士セシル（2014年）絵コンテ
- 戦国BASARA Judge End（2014年）原画、アクション監修
- ルパン三世 PART IV（2015年）#3・4プロップデザイン、#3美術設定
- テラフォーマーズ リベンジ（2016年）#8アクション作画監督
- 装神少女まとい（2016年）#12原画

### 劇場アニメ
- SF新世紀レンズマン（1984年）原画
- カムイの剣（1985年） 原画
- ルパン三世 バビロンの黄金伝説（1985年）原画
- アリオン（1986年）原画
- AKIRA（1988年）原画
- ヴイナス戦記（1989年）原画
- とべ!くじらのピーク（1991年）キャラクターデザイン、作画監督、原画
- 忍空 -NINKU- スペシャル版（1994年）原画
- X（1996年）原画
- ギブリーズ episode2（2002年）原画
- イノセンス（2004年）原画
- 劇場版 テニスの王子様 二人のサムライ The First Game（2005年）原画
- スカイ・クロラ The Sky Crawlers（2008年）原画
- 映画ドラえもん 新・のび太の宇宙開拓史（2009年）原画
- 鋼の錬金術師 嘆きの丘の聖なる星（2011年）原画
- ジョバンニの島（2014年）原画
- LUPIN THE IIIRD 次元大介の墓標（2014年）原画
- 夜明け告げるルーのうた（2017年）原画

### OVA
- ブラックマジック M-66（1987年）原画
- 真魔人伝バトルロイヤルハイスクール（1987年）#3道場シーン原画
- 御先祖様万々歳!（1989年）キャラクターデザイン、作画監督、原画[2]
- THE八犬伝［新章］（1993年）演出、原画
- 超時空世紀オーガス02（1993年）原画
- 幽幻怪社（1994年）原画
- マクロス ゼロ（2003年 - 2004年）カドゥンデザイン、原画
- BALDR FORCE EXE RESOLUTION（2006年 - 2007年）オープニング原画
- KITE LIBERATOR（2007年）原画

### ゲーム
- タイムギャル（1985年）原画
- ポポロクロイス物語（1996年）原画
- テイルズ オブ レジェンディア（2005年）原画

### その他
- PV GLAY - サバイバル（1999年）原画
- NEXT A-Class（2012年）3DCG
- 日本アニメ（ーター）見本市 「三本の証言者」（2015年）監督[2]